# Campidoglio (Bismarck)
Il Campidoglio di Bismarck (in inglese North Dakota State Capitol) è la sede governativa dello Stato del Dakota del Nord, negli Stati Uniti d'America.
Si trova all'interno di un complesso di parchi ed edifici governativi che costituiscono una delle principali attrazioni della città.